# Sunweb-Revor/Saison 2010
Dieser Artikel listet Erfolge und Mannschaft des Radsportteams Sunweb-Revor in der Saison 2010 auf.

## Saison 2010

### Erfolge in der Continental Tour
| Datum    | Rennen                       | Kat. | Fahrer          |
| -------- | ---------------------------- | ---- | --------------- |
| 17. Juni | 1. Etappe Tour of Małopolska | 2.2  | Martin Zlámalík |

### Erfolge im Cyclocross 2009/2010
| Datum       | Rennen                              | Fahrer              |
| ----------- | ----------------------------------- | ------------------- |
| 8. Dezember | Asteasu Ziklo-Krossa Saria, Asteasu | Sven Vanthourenhout |

### Zugänge – Abgänge
| Zugänge                     | Team 2009              | Abgänge            | Team 2010 |
| --------------------------- | ---------------------- | ------------------ | --------- |
| Vinnie Braet                | Neoprofi               | Jehudi Schoonacker | Unbekannt |
| Angelo De Clercq            | Neoprofi               |                    |           |
| Martin Zlámalík (ab 01.04.) | Ex-Profi (Author 2005) |                    |           |
| Stef Boden (ab 01.05.)      | Neoprofi               |                    |           |

### Mannschaft
| Name                    | Geburtstag         | Nationalität |
| ----------------------- | ------------------ | ------------ |
| Sven Beelen             | 14. März 1990      | Belgien      |
| Stef Boden              | 31. Juli 1990      | Belgien      |
| Matthias Bossuyt        | 19. Januar 1991    | Belgien      |
| Vinnie Braet            | 12. August 1991    | Belgien      |
| Twan van den Brand      | 22. Januar 1989    | Niederlande  |
| Angelo De Clercq        | 10. Dezember 1991  | Belgien      |
| Kevin Eeckhout          | 17. Oktober 1989   | Belgien      |
| Tijmen Eising           | 27. März 1991      | Niederlande  |
| Lukáš Klouček           | 27. September 1987 | Tschechien   |
| Jiří Polnický           | 16. Dezember 1989  | Tschechien   |
| Kenneth Van Compernolle | 30. März 1988      | Belgien      |
| Jan Van Dael            | 5. Februar 1987    | Belgien      |
| Sven Vanthourenhout     | 14. Januar 1981    | Belgien      |
| Klaas Vantornout        | 19. Mai 1982       | Belgien      |
| Thomas Vernaeckt        | 7. November 1988   | Belgien      |
| Martin Zlámalík         | 19. April 1982     | Tschechien   |